# Frutos del Espíritu Santo

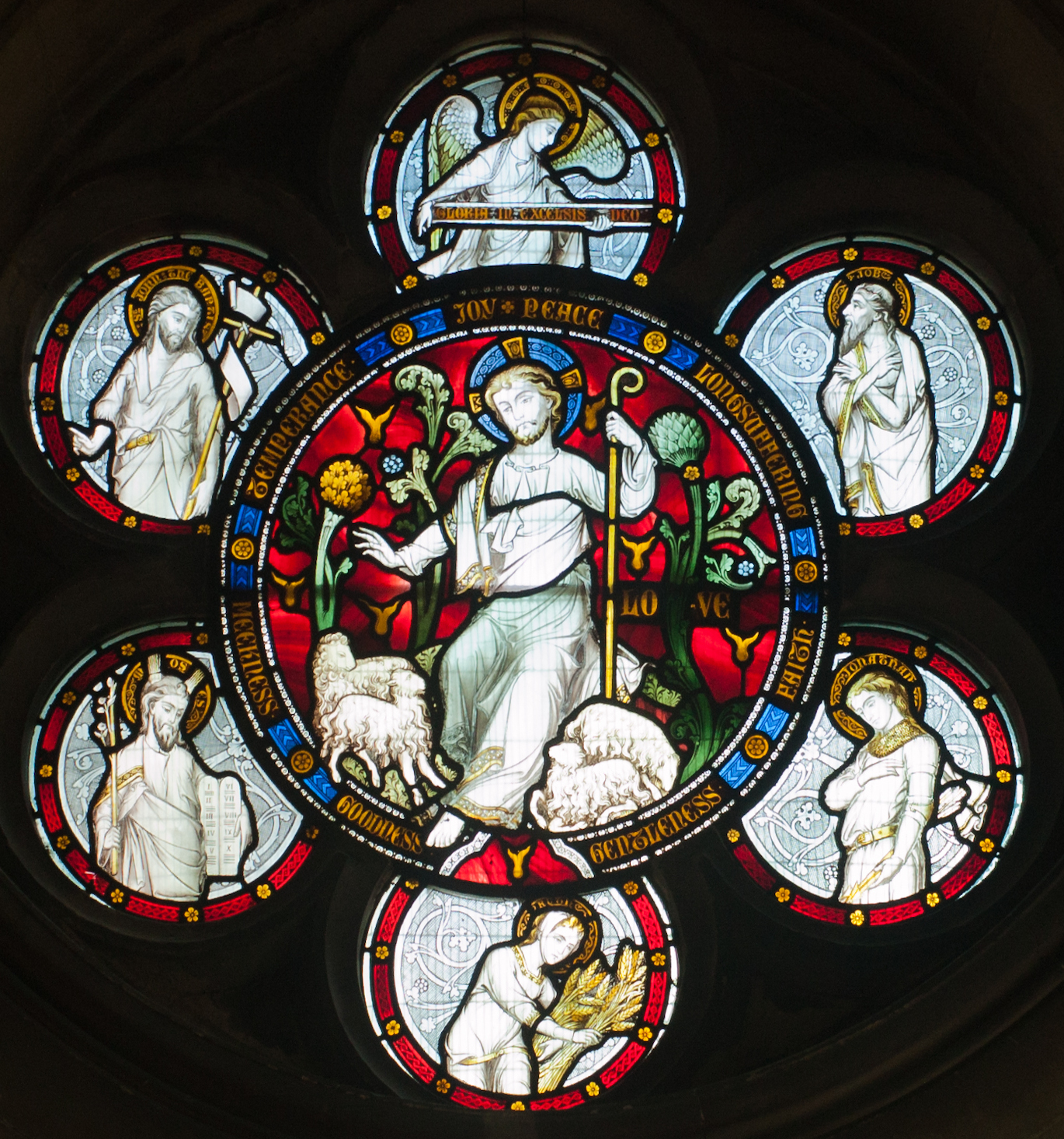
Vidriera en la Catedral de la Iglesia de Cristo en Dublín, que representa los frutos del Espíritu Santo junto con modelos que los representan, es decir, el Buen Pastor que representa el amor, un ángel que sostiene un pergamino de Gloria in excelsis Deo que representa la alegría y a Jesucristo, Job que representa la longanimidad, Jonatán fe, Rut mansedumbre y bondad, Moisés mansedumbre, y Juan Bautista templanza. Ejecutado por Hardman & Co. en la década de 1870.

El Fruto del Espíritu Santo son perfecciones que forma en las personas el Espíritu Santo como primicias de la gloria eterna doce atributos de una persona o comunidad que vive de acuerdo con el Espíritu Santo. Según el Catecismo de la Iglesia católica, que sigue la versión de la Vulgata, los doce frutos del Espíritu son  caridad,  gozo, paz, paciencia, longanimidad, bondad, benignidad, mansedumbre, fidelidad, modestia, continencia y castidad." Esta tradición fue defendida por Tomás de Aquino en su obra Suma Teológica y reforzado en numerosos catecismos católicos, incluyendo el Catecismo de Baltimore y el Catecismo de Penny, además del citado Catecismo de la Iglesia católica. 
El fruto del Espíritu Santo que se menciona en la Epístola a los Gálatas está compuesto por la caridad, el gozo, la paz, la longanimidad, la benignidad, la bondad, la fe, la mansedumbre y la continencia.
Los frutos se contrastan con las obras de la carne expresadas en el capítulo cinco de la Epístola a los Gálatas de  san Pablo que le preceden inmediatamente en este capítulo y que son: la fornicación, la impureza, la lujuria, la idolatría, la hechicería, las enemistades, los pleitos, los celos, las iras, las riñas, las discusiones, las divisiones, las envidias, las embriagueces, las orgías y cosas semejantes. Sobre ellas os prevengo, como ya os he dicho, que los que hacen esas cosas no heredarán el Reino de Dios.

## Breve comentario inicial
Santo Tomás de Aquino señaló que entre los frutos del Espíritu Santo se encuentran ciertas virtudes, como la caridad, la mansedumbre, la fe, la castidad y la bondad. San Augustín definió la virtud como "un buen hábito en consonancia con nuestra naturaleza".
Aunque se habla de nueve atributos del «Fruto del Espíritu», el término griego original traducido como "fruto" es singular. Aquino explicó que: "En consecuencia, la fruta se menciona allí en singular, a causa de ser genéricamente una, aunque dividida en muchas especies de las que se habla como tantos frutos". El comentario de san Agustín sobre Gálatas 5:25-26 dice: el Apóstol no tenía intención de enseñarnos cuántas obras de la carne, o cuántos frutos del Espíritu hay; sino de mostrar cómo deben evitarse las primeras, y buscarse los segundos".

## Descripción según la Iglesia católica

### Caridad (amor) (en griego:agape, en latín:caritas)
En primer lugar está el amor, la caridad, que es la primera manifestación de la unión del hombre con Cristo. Es la caridad operativa y delicada con las personas con quien se rodea el hombre y, por tanto, la primera manifestación de la acción del Espíritu Santo en las almas. No hay señal ni marca que distinga al cristiano y al que ama a Cristo como el cuidado de nuestros hermanos y el celo por la salvación de las almas.

#### Etimología
Según el Léxico Griego de Strong, la palabra ἀγάπη [G26] (Transliteración: agapē) significa amor, es decir, afecto o benevolencia; especialmente (plural) una fiesta de amor:-(fiesta de) caridad(-seguro), querida, amor.
- Pronunciación: ag-ah'-pay
- Parte de la oración: sustantivo femenino
- Palabra raíz (Etimología): De ἀγαπάω (G25)

Esquema del uso bíblico:
1. afecto, buena voluntad, amor, benevolencia, amor fraternal
2. fiestas de amor

La palabra griega ἀγάπη (agapē) aparece 117 veces en 106 versículos en la concordancia griega de la New American Standard Bible (NASB).

### Gozo (alegría) (en griego: chara, en latín: gaudium )
El gozo al que se hace referencia aquí es más profundo que la mera felicidad; está enraizado en Dios y proviene de Él. Como viene de Dios, es más serena y estable que la felicidad mundana, que es meramente emocional y dura sólo un tiempo. Después del primer fruto sigue necesariamente el gozo pues el que ama se goza en la unión con el amado. La alegría es consecuencia del amor; por eso, al cristiano se le distingue por su alegría que supera las situaciones de dolor o fracaso.  Alegrarse en las pruebas, sonreir en el sufrimiento..., cantar con el corazón y con mejor acento cuanto más largas y máspunzantes son las espinas... y todo esto por amor, ... este es, junto con el amor, el fruto que el Viñador divino quiere recoger en los sarmientos de la Viña mística, frutos que solamente el Espíritu Santo puede producir en nosotros.

#### Etimología
Según el Léxico Griego de Strong, la palabra griega que aparece en el versículo es χαρά (G5479), que significa 'alegría', 'gozo' o 'fuente de alegría'. El griego χαρά (chara) aparece 59 veces en 57 versos en la concordancia griega de la New American Standard Bible (NASB).
- Palabra original: χαρά, ᾶς, ἡ De χαίρω (G5463)
- Parte de la oración: Sustantivo, femenino
- Transliteración: chara
- Ortografía: (Khar-ah')

Alegría (Sustantivo y Verbo), Alegría, Alegremente, Alegre:
"alegría, deleite" (afín a chairos, "regocijarse"), se encuentra frecuentemente en Mateo y Lucas, y especialmente en Juan, una vez en Marcos (Mar 4:16, RV, "alegría", AV, "gozo"); está ausente en 1 Cor. (aunque el verbo se usa tres veces), pero es frecuente en 2 Cor, donde el sustantivo se usa cinco veces (para 2Cr 7:4, RV, véase la nota abajo), y el verbo ocho veces, lo que sugiere el alivio del Apóstol en comparación con las circunstancias de la 1ª Epístola; en Col 1:11, AV, "alegría", RV, "gozo". La palabra se usa a veces, por metonimia, de ocasión o causa de "alegría", Luk 2:10 (lit., "os anuncio una gran alegría"); en 2Cr 1:15, en algunos mss, por charis, "beneficio"; Flp 4:1, donde los lectores son llamados la "alegría" del Apóstol; así 1Th 2:19, 20; Hbr 12:2, del objeto de la "alegría" de Cristo; Jam 1:2, donde se relaciona con la caída en las pruebas; quizás también en Mat 25:21, 23, donde algunos consideran que significa, concretamente, las circunstancias que asisten a la cooperación en la autoridad del Señor.

Nota: En Hbr 12:11, "alegre" representa la frase meta, "con", seguida de chara, lit., "con alegría". También en Hbr 10:34, "alegremente"; en 2Cr 7:4 el sustantivo se usa con la voz media de huperperisseuo, "abundar más", y se traduce "(desbordo) de alegría", RV (AV, "estoy sumamente alegre"). 

### Paz (en griego:eirene, en latín:pax)
El amor y la alegría dejan en el alma la paz de Dios que supera todo conocimiento y que, como la define  san Agustín, es la tranquilidad en el orden Esta paz, fruto del Espíritu Santo, es la ausencia de agitación y descanso de la voluntad en la posesión estable del bien. Esta paz conlleva lucha contra las tendencias desordenadas de las propias pasiones.

#### Etimología
La palabra griega εἰρήνη (Strong's G1515)(eirēnē)(transliteración: i-ray'-nay), probablemente derivada de un verbo primario εἴρω eírō (unir), significa paz (literalmente o en sentido figurado); por implicación, prosperidad:-uno, paz, tranquilidad, descanso, + poner a uno de nuevo.
La palabra "paz" proviene de la palabra griega eirene, el equivalente griego de la palabra hebrea shalom, que expresa la idea de totalidad, plenitud o tranquilidad en el alma que no se ve afectada por las circunstancias o presiones externas.  La palabra eirene sugiere fuertemente la regla del orden en lugar del caos 

El griego εἰρήνη (eirēnē) aparece 92 veces en 86 versos en la concordancia griega de la KJV. La KJV traduce G1515 de Strong de la siguiente manera: paz (89x), uno (1x), descanso (1x), tranquilidad (1x). El esquema del uso bíblico es el siguiente:
1. un estado de tranquilidad nacional
2. exención de la furia y los estragos de la guerra
3. paz entre los individuos, es decir, armonía, concordia
4. seguridad, protección, prosperidad, felicidad, (porque la paz y la armonía hacen y mantienen las cosas seguras y prósperas)
5. de la paz del Mesías
6. el camino que lleva a la paz (la salvación)
7. del cristianismo, el estado tranquilo de un alma segura de su salvación por medio de Cristo, y por lo tanto sin temer nada de Dios y contenta con su suerte terrenal, de cualquier tipo que sea
8. el estado bendito de los hombres devotos y rectos después de la muerte

Jesús es descrito como el Príncipe de la Paz, que trae la paz a los corazones de los que la desean.  Dice en Juan 14:27: La paz os dejo, mi paz os doy; no os la doy como el mundo la da. No se turbe vuestro corazón, ni tenga miedo. En Mateo 5:9 dice: Bienaventurados los pacificadores, porque serán llamados hijos de Dios.

### Paciencia (en griegomakrothumia, en latín:longanimitas)
Generalmente el mundo griego aplicaba esta palabra a un hombre que podía vengarse pero no lo hacía. Esta palabra se utiliza a menudo en las Escrituras griegas en referencia a Dios y a la actitud de Dios hacia los humanos. Éxodo 34:6 describe al Señor como «lento para la ira y rico en bondad y fidelidad».

#### Etimología
La paciencia, que en algunas traducciones es "longanimidad" o "resistencia", se define en Strong's con dos palabras griegas, makrothumia y hupomone 
.
La primera, pronunciada (mak-roth-oo-mee-ah) viene de makros, "largo", y thumos, "temperamento".  La palabra designa la indulgencia, la tolerancia, la fortaleza, el aguante paciente, la longanimidad.  También se incluye en makrothumia la capacidad de soportar la persecución y los malos tratos.  Describe a una persona que tiene el poder de ejercer la venganza, pero que en cambio ejerce la moderación. (Strong's #3115)

Este último, hupomone, (hoop-om-on-ay) se traduce como "resistencia": Constancia, perseverancia, permanencia, aguante, firmeza, resistencia, aguante paciente.  La palabra combina hupo, "bajo", y mone, "permanecer".  Describe la capacidad de seguir aguantando en circunstancias difíciles, no con una complacencia pasiva, sino con una fortaleza esperanzada que resiste activamente el cansancio y la derrota, (Strong's #5281) entendiéndose además hupomone (griego ὑπομονή) como aquello que sería "opuesto a la cobardía o al desaliento".

Con humildad y mansedumbre, con paciencia, soportándose unos a otros con amor.

### Benignidad (en griego:chrestotes, en latín:benignitas)
En griego, el vino viejo se llamaba "chrestos" que significaba que era meloso o suave. Cristo usó esta palabra en Mateo 11:30, "Porque mi yugo es suave, y mi carga ligera".
La bondad es actuar por el bien de las personas con independencia de lo que hagan, propiamente, "utilizable, es decir, bien apta para el uso (para lo que realmente se necesita); bondad que también es servicial".

La bondad es la bondad en la acción, la dulzura de la disposición, la gentileza en el trato con los demás, la benevolencia, la amabilidad, la afabilidad.  La palabra describe la capacidad de actuar por el bienestar de los que agotan tu paciencia.  El Espíritu Santo elimina las cualidades abrasivas del carácter de quien está bajo su control.

La bondad es hacer algo y no esperar nada a cambio. La bondad es el respeto y la ayuda a los demás sin esperar que alguien le devuelva la ayuda a uno. Implica amabilidad sin importar lo que pase. Debemos vivir "en la pureza, la comprensión, la paciencia y la bondad; en el Espíritu Santo y en el amor sincero; en la palabra veraz y en el poder de Dios; con las armas de la justicia en la mano derecha y en la izquierda".

#### Etimología
La palabra bondad procede del griego chrestotes (khray-stot-ace), que significaba mostrar bondad o ser amable con los demás y a menudo describía a gobernantes o personas que eran amables, suaves y benévolas con sus súbditos.  Cualquiera que demostrara esta cualidad de chrestotes era considerado compasivo, considerado, simpático, humano, amable o gentil.  El apóstol Pablo utiliza esta palabra para describir la incomprensible bondad de Dios hacia las personas que no son salvas (véase Romanos 11:22, Efesios 2:7; Tito 3:4).
Un experto ha señalado que cuando la palabra chrestotes se aplica a las relaciones interpersonales, transmite la idea de ser adaptable a los demás.  En lugar de exigir duramente a los demás que se adapten a sus propias necesidades y deseos, cuando chrestotes actúa en un creyente, éste trata de adaptarse a las necesidades de quienes le rodean. (Sparkling Gems from the Greek, Rick Renner.

### Bondad (griego:agathosune, latín:bonitas)
1. El estado o la cualidad de ser bueno
2. Excelencia moral; virtud;
3. Sentimiento amable, bondad, generosidad, alegría de ser bueno
4. La mejor parte de algo; Esencia; Fuerza;
5. Carácter general reconocido en calidad o conducta.

Las Biblias inglesas más populares (por ejemplo, la NVI, la NASB y la NLT) traducen la única palabra griega chrestotes en dos palabras inglesas: kindness y goodness. "Por lo cual también oramos siempre por vosotros, para que nuestro Dios os tenga por dignos de este llamamiento, y cumpla todo el beneplácito de su bondad, y la obra de la fe con poder". "Porque el fruto del Espíritu es en toda bondad, justicia y verdad", siendo agathosune "encontrado sólo en los escritos bíblicos y eclesiásticos, rectitud de corazón y vida".

### Fidelidad (griego:pistis, latín:fides)
La raíz de pistis  ("fe") es peithô, que es persuadir o ser persuadido, lo que proporciona el significado central de la fe como "persuasión divina", recibida de Dios, y nunca generada por el hombre. Se define como lo siguiente: objetivamente, digno de confianza; subjetivamente, confiado:-creer(-ing, -r), fiel(-ly), seguro, verdadero.
- Griego: πιστός
- Transliteración: pistos
- Pronunciación: pē-sto's
- Parte de la oración: adjetivo
- Palabra raíz (Etimología): De πείθω

El griego πιστός (pistos) ocurre 67 veces en 62 versos en la concordancia griega de la KJV: fiel (53x), creer (6x), creer (2x), verdadero (2x), fielmente (1x), creyente (1x), seguro (1x).
Esquema de uso bíblico
- fieles, confiables
- de personas que se muestran fieles en la transacción de negocios, la ejecución de órdenes o el cumplimiento de deberes oficiales 
  - de alguien que mantiene su fe prometida, digno de confianza
  - en el que se puede confiar

- fácilmente persuadido 
  - que cree, confía, se fía
  - en el NT uno que confía en las promesas de Dios
  - uno que está convencido de que Jesús ha resucitado de entre los muertos
  - uno que se ha convencido de que Jesús es el Mesías y autor de la salvación

Ejemplos:
"Señor, tú eres mi Dios; te exaltaré, alabaré tu nombre; porque has hecho cosas maravillosas; tus consejos de antaño son fidelidad y verdad". "Ruego que de sus gloriosas riquezas os fortalezca con poder mediante su Espíritu en vuestro interior, para que Cristo habite en vuestros corazones por medio de la fe".Eph 3:16-17
El escritor de la Carta a los Hebreos lo describe de esta manera: "Pongamos los ojos en Jesús, el autor y perfeccionador de nuestra fe, que por el gozo puesto delante de él soportó la cruz, despreciando su vergüenza, y se sentó a la derecha del trono de Dios".

### Mansedumbre (griego:prautes, latín:modestia)
Mansedumbre es la virtud que modera la ira y sus efectos desordenados. Es una forma de templanza que evita todo movimiento desordenado de resentimiento por el comportamiento de otro.

#### Etimología
La mansedumbre, en griego, prautes, comúnmente conocida como mansedumbre, es "una virtud divinamente equilibrada que sólo puede operar a través de la fe (cf. 1 Tim 6:11; 2 Tim 2:22-25).
La New Spirit Filled Life Bible define la mansedumbre como 
una disposición ecuánime, tranquila, de espíritu equilibrado, sin pretensiones, y que tiene las pasiones bajo control. La palabra se traduce mejor como 'mansedumbre', no como indicación de debilidad, sino de poder y fuerza bajo control. La persona que posee esta cualidad perdona las heridas, corrige las faltas y gobierna bien su propio espíritu.
"Hermanos y hermanas, si alguien es sorprendido en un pecado, ustedes que viven por el Espíritu deben restaurar a esa persona con suavidad. Pero cuídense, o también ustedes pueden ser tentados".Gal 6:1
"Sed completamente humildes y mansos; sed pacientes, soportándoos unos a otros con amor".Ef 4:2

### Continencia (griego:enkrateia, latín:continentia)
La palabra griega utilizada en Gálatas 5:23 es "enkrateia", que significa "fuerte, con dominio, capaz de controlar sus pensamientos y acciones".
También se lee: ...esforzaos por añadir a vuestra fe la bondad; y a la bondad, el conocimiento; y al conocimiento, el dominio propio; y al dominio propio, la perseverancia; y a la perseverancia, la piedad; y a la piedad, el afecto mutuo; y al afecto mutuo, el amor.1:5-7 TNIV